# Makteliten
Makteliten är ett begrepp myntat av den amerikanske sociologen C. Wright Mills år 1956, i en klassisk studie med samma namn (engelska The Power Elite). Mills beskrev där hur en tredelad maktelit bestående av militär, näringsliv och den federala regeringen var de som styrde oavsett vem man röstade på. Den liberala demokratin var satt ur spel. 
Mills gav flera förklaringar till uppkomsten av makteliten. Den strukturella förklaringen var USA:s framväxt som den ledande ekonomiska och militära världsmakten efter andra världskriget, The great American celebration, som Mills benämnde det. 
Den hade också sitt ursprung i massmediernas framväxt med enkelriktad masskommunikation och med PR-industrins inriktning, att skapa "glada konsumerande robotar". För att en demokrati skall fungera, menade Mills, krävs en upplyst allmänhet, inte en oupplyst massa.
C. Wright Mills studie av Makteliten fick en avgörande betydelse både för sättet att se på samhället och studiet av det. Inte minst väckte Dwight D Eisenhowers klassiska avskedstal till nationen 1961, inspirerat av Mills studie, där han varnade för det han kallade det Militärindustriella komplexet, som ett hot mot demokratin, stort genomslag i den allmänna debatten. 
Ordet "Makteliten" har levt kvar i en mer allmän betydelse som beteckning på olika konstellationer av personer i ledande positioner som samverkar för att tillskansa sig rikedomar, makt och fördelar som går bortom de synliga och öppna samhällets kontroll.